# Cerdistus erythrurus
Cerdistus erythrurus är en tvåvingeart som först beskrevs av Johann Wilhelm Meigen 1820.  Cerdistus erythrurus ingår i släktet Cerdistus och familjen rovflugor. Inga underarter finns listade i Catalogue of Life.